# 1980 год в авиации
Список событий в авиации в 1980 году.

## События
- 17 апреля — основана авиакомпания ABX Air.
- 13 мая — первый полёт самолёта Ан-3.
- 22 декабря — первый полёт среднемагистрального трёхдвигательного пассажирского самолёта Як-42.

### Без точной даты
- Сентябрь — основана авиакомпания Jet America Airlines.

## Персоны

### Скончались
- 16 марта — Жуков Александр Иванович — лётчик-испытатель 1-го класса, капитан.
- 18 марта — Константин Константинович Арцеулов, русский лётчик, художник-иллюстратор.
- 29 июня — Агальцов, Филипп Александрович — маршал авиации, заместитель Главкома ВВС, Герой Советского Союза.